# Zanaïda

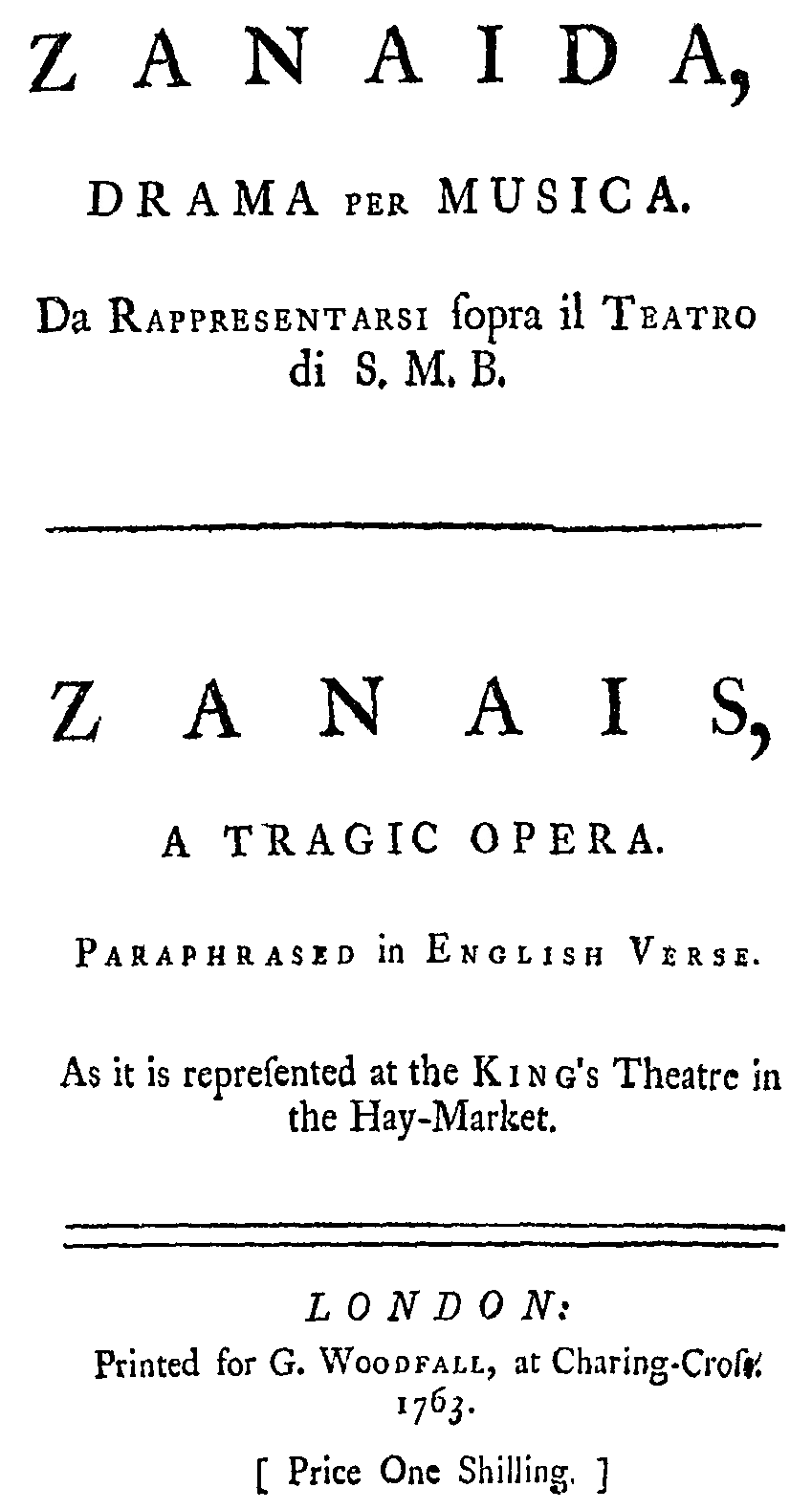
Page de titre du livret de Zanaïda

Zanaïda est un opéra de Johann Christian Bach en trois actes sur un livret de Giovan Gualberto Bottarelli, créé au King's theatre de Londres le 7 mai 1763.
Un collectionneur privé a prêté la partition retrouvée afin qu'elle soit éditée et recréée. La création mondiale a eu lieu en Allemagne le 15 et 16 juin 2011 par Opera Fuoco dirigé par David Stern dans le cadre du Bachfest de Leipzig.